# Ansu Fati
Anssumane "Ansu" Fati Vieira, född 31 oktober 2002 i Bissau, Guinea-Bissau, är en bissauguineansk-spansk fotbollsspelare som spelar i AS Monaco, på lån från FC Barcelona.
Bror till fotbollsspelaren Braima Fati (född 1998) som spelar i Vitória de Guimarães b-lag.

## Klubbkarriär

### Tidiga år
Fati är född i Guinea-Bissau men flyttade som sexåring med sin familj till Spanien och orten Herrera utanför Sevilla. Där började han spela för CDF Herrera. 2010 började han i Sevilla FC innan han 2012 gick vidare, denna gång till FC Barcelonas ungdomslag efter att han hade imponerat med sina fotbollskunskaper till den grad att han plockades upp av FC Barcelona och tog plats i deras spelarakademi La Masia. I december 2015 bröt han benet på två ställen och var borta från fotbollen i tio månader.

### Barcelona
Fati hade inte gjort en enda minut i Barcelonas B-lag, men fick debutera i A-laget i augusti 2019 där han komma in i La Liga-premiären mot Real Betis med tio minuter kvar och blev därmed den näst yngsta spelaren i FC Barcelonas historia (16 år och 298 dagar). Vicenç Martínez Alama innehar rekordet från 1941, som då var tjugo dagar yngre än Fati. Fati fick chansen då flera tongivande spelare, däribland Luis Suárez och Ousmane Dembélé drogs med skador. I slutet av augusti 2019 blev Fati också FC Barcelonas yngsta målskytt genom tiderna (16 år och 304 dagar) när han gjorde mål i 2–2-matchen mot CA Osasuna. Tidigare var det Bojan Krkić som var klubbens yngste målskytt i ligan. Målet skriver in Fati bland de yngsta någonsin att göra mål i La Liga. Kamerunesen Fabrice Olinga är yngst någonsin med 16 år och 98 dagar då han 2012 gjorde ligans och säsongens första mål för sitt Málaga CF. 17 september debuterade han i Champions League mot Borussia Dortmund som yngste (16 år och 321 dagar) spelaren någonsin i Champions League.
10 december blev Fati den yngsta målskytt i Champions Leagues historia (17 år och 40 dagar) då han gjorde det avgörande målet i Barcelonas 2–1-seger över Inter på San Siro.

## Landslagskarriär
Fati valde att spela för Spanien. Det var hans succé hösten 2019 som fick det spanska fotbollsförbundet till att locka honom över till deras landslag. Spaniens förbundskapten Robert Moreno hade följt Fati under sensommaren 2019. Förbundet jobbade på högvarv för att få honom att välja det spanska landslaget före Guinea-Bissaus. Fati valde Spanien kort innan U17-VM som spelades i Brasilien mellan den 26 oktober och 17 november 2019.  Han fick spanskt medborgarskap 20 september men spelade inte VM. Han spelade sin första match för Spanien den 15 oktober, en U21-match mot Montenegro, utan att göra mål. Den 3 september 2020 debuterade Fati för Spaniens seniorlandslag. Han debuterade i Nations League-matchen mot Tyskland genom att ersätta Jesús Navas. I nästa match mot Ukraina fick Spanien en smakstart på matchen då 17-årige Ansu Fati, som i och med starten är yngst någonsin att starta i Nations League, ordnade en straffspark redan efter ett par minuters spel som Sergio Ramos sedan gjorde mål på. Han gjorde själv 3-0-målet, som gjorde honom till den yngste målskytten någonsin i det spanska landslaget 17 år och 311 dagar gammal.
Fati hade också möjligheten att få ett portugisiskt pass och därmed möjligheten att spela för Portugal genom sina morföräldrar som är födda i det koloniala Portugisiska Guinea och därmed portugisiska medborgare.